# Plesiochrysa paessleri
Plesiochrysa paessleri is een insect uit de familie van de gaasvliegen (Chrysopidae), die tot de orde netvleugeligen (Neuroptera) behoort. 
Plesiochrysa paessleri is voor het eerst wetenschappelijk beschreven door Navás in 1928.